# رالف إي. بوميروي
رالف إي. بوميروي (بالإنجليزية: Ralph E. Pomeroy)‏ هو عسكري أمريكي، ولد في 26 مارس 1930 في كوينوود في الولايات المتحدة، وتوفي في 15 أكتوبر 1952 في Kimhwa County ‏ في كوريا الشمالية.